# Grand Prix Hassan II 2002 - Qualificazioni singolare
Le qualificazioni del singolare  del Grand Prix Hassan II 2002 sono state un torneo di tennis preliminare per accedere alla fase finale della manifestazione. I vincitori dell'ultimo turno sono entrati di diritto nel tabellone principale. In caso di ritiro di uno o più giocatori aventi diritto a questi sono subentrati i lucky loser, ossia i giocatori che hanno perso nell'ultimo turno ma che avevano una classifica più alta rispetto agli altri partecipanti che avevano comunque perso nel turno finale.
Le qualificazioni del torneo Grand Prix Hassan II 2002 prevedevano 32 partecipanti di cui 4 sono entrati nel tabellone principale.

## Teste di serie
1. Feliciano López (secondo turno)
2. Ricardo Mello (ultimo turno)
3. Paul-Henri Mathieu (Qualificato)
4. Daniel Melo (secondo turno)

1. Jean-René Lisnard (Qualificato)
2. Didac Perez-Minarro (primo turno)
3. Filippo Volandri (ultimo turno)
4. Jens Knippschild (primo turno)

## Qualificati
1. Vincenzo Santopadre
2. Jean-René Lisnard

1. Paul-Henri Mathieu
2. Arnaud Di Pasquale

## Tabellone

### Legenda
| - Q = Qualificato - WC = Wild card - LL = Lucky loser | - ALT = Alternate - SE = Special Exempt - PR = Protected Ranking | - w/o = Walkover - r = Ritirato - d = Squalificato |

### Sezione 1
|  | Primo turno         | Primo turno         | Primo turno         | Primo turno | Primo turno |  |  | Secondo turno | Secondo turno       | Secondo turno    | Secondo turno    | Secondo turno    |   |   | Ultimo turno | Ultimo turno        | Ultimo turno        | Ultimo turno | Ultimo turno |  |
|  |                     |                     |                     |             |             |  |  |               |                     |                  |                  |                  |   |   |              |                     |                     |              |              |  |
|  | 1                   | Feliciano López     | Feliciano López     | 6           | 7           |  |  |               |                     |                  |                  |                  |   |   |              |                     |                     |              |              |  |
|  |                     | Enzo Artoni         | Enzo Artoni         | 1           | 5           |  |  | 1             | Feliciano López     | 6                | 3                | 4                |   |   |              |                     |                     |              |              |  |
|  | Vincenzo Santopadre | Vincenzo Santopadre | Vincenzo Santopadre | 7           | 6           |  |  |               | Vincenzo Santopadre | 3                | 6                | 6                |   |   |              |                     |                     |              |              |  |
|  | Chemseddine Belal   | Chemseddine Belal   | Chemseddine Belal   | 5           | 2           |  |  |               |                     |                  |                  |                  |   |   |              | Vincenzo Santopadre | Vincenzo Santopadre | 6            | 6            |  |
|  | Marius Barnard      | Marius Barnard      | Marius Barnard      | 6           | 6           |  |  |               |                     | 7                | Filippo Volandri | Filippo Volandri | 4 | 2 |              |                     |                     |              |              |  |
|  | Mohamed Dakki       | Mohamed Dakki       | Mohamed Dakki       | 1           | 1           |  |  |               | Marius Barnard      | Marius Barnard   | 2                | 3                |   |   |              |                     |                     |              |              |  |
|  | 7                   | Filippo Volandri    | 6                   | 4           | 6           |  |  | 7             | Filippo Volandri    | Filippo Volandri | 6                | 6                |   |   |              |                     |                     |              |              |  |
|  |                     | Leonardo Azzaro     | 2                   | 6           | 0           |  |  |               |                     |                  |                  |                  |   |   |              |                     |                     |              |              |  |

### Sezione 2
|  | Primo turno          | Primo turno          | Primo turno          | Primo turno | Primo turno |  |  | Secondo turno | Secondo turno     | Secondo turno | Secondo turno     | Secondo turno     |   |   | Ultimo turno | Ultimo turno  | Ultimo turno  | Ultimo turno | Ultimo turno |  |
|  |                      |                      |                      |             |             |  |  |               |                   |               |                   |                   |   |   |              |               |               |              |              |  |
|  | 2                    | Ricardo Mello        | Ricardo Mello        | 6           | 6           |  |  |               |                   |               |                   |                   |   |   |              |               |               |              |              |  |
|  |                      | Michael Berrer       | Michael Berrer       | 3           | 2           |  |  | 2             | Ricardo Mello     | 6             | 3                 | 7                 |   |   |              |               |               |              |              |  |
|  | Iván Navarro         | Iván Navarro         | 5                    | 6           | 6           |  |  |               | Iván Navarro      | 3             | 6                 | 6(0)              |   |   |              |               |               |              |              |  |
|  | Jim Thomas           | Jim Thomas           | 7                    | 4           | 4           |  |  |               |                   |               |                   |                   |   |   | 2            | Ricardo Mello | Ricardo Mello | 4            | 1            |  |
|  | David Škoch          | David Škoch          | David Škoch          | 6           | 6           |  |  |               |                   | 5             | Jean-René Lisnard | Jean-René Lisnard | 6 | 6 |              |               |               |              |              |  |
|  | Mario Munoz-Bejarano | Mario Munoz-Bejarano | Mario Munoz-Bejarano | 1           | 1           |  |  |               | David Škoch       | 6             | 3                 | 4                 |   |   |              |               |               |              |              |  |
|  | 5                    | Jean-René Lisnard    | Jean-René Lisnard    | 7           | 7           |  |  | 5             | Jean-René Lisnard | 4             | 6                 | 6                 |   |   |              |               |               |              |              |  |
|  |                      | Rabie Chaki          | Rabie Chaki          | 62          | 5           |  |  |               |                   |               |                   |                   |   |   |              |               |               |              |              |  |

### Sezione 3
|  | Primo turno             | Primo turno             | Primo turno             | Primo turno | Primo turno |  |  | Secondo turno           | Secondo turno           | Secondo turno           | Secondo turno | Secondo turno |   |   | Ultimo turno | Ultimo turno       | Ultimo turno       | Ultimo turno | Ultimo turno |  |
|  |                         |                         |                         |             |             |  |  |                         |                         |                         |               |               |   |   |              |                    |                    |              |              |  |
|  | 3                       | Paul-Henri Mathieu      | Paul-Henri Mathieu      | 6           | 6           |  |  |                         |                         |                         |               |               |   |   |              |                    |                    |              |              |  |
|  |                         | Jalal Chafai-Alaoui     | Jalal Chafai-Alaoui     | 1           | 3           |  |  | 3                       | Paul-Henri Mathieu      | Paul-Henri Mathieu      | 6             | 6             |   |   |              |                    |                    |              |              |  |
|  | Nathan Healey           | Nathan Healey           | Nathan Healey           | 6           | 6           |  |  |                         | Nathan Healey           | Nathan Healey           | 1             | 1             |   |   |              |                    |                    |              |              |  |
|  | Mehdi Daouki            | Mehdi Daouki            | Mehdi Daouki            | 3           | 1           |  |  |                         |                         |                         |               |               |   |   | 3            | Paul-Henri Mathieu | Paul-Henri Mathieu | 6            | 6            |  |
|  | Mariano Albert-Ferrando | Mariano Albert-Ferrando | Mariano Albert-Ferrando | 6           | 6           |  |  |                         |                         |                         | Tomáš Cakl    | Tomáš Cakl    | 2 | 3 |              |                    |                    |              |              |  |
|  | Francisco Bou-Alameda   | Francisco Bou-Alameda   | Francisco Bou-Alameda   | 0           | 1           |  |  | Mariano Albert-Ferrando | Mariano Albert-Ferrando | Mariano Albert-Ferrando | 3             | 4             |   |   |              |                    |                    |              |              |  |
|  |                         | Tomáš Cakl              | 3                       | 6           | 6           |  |  | Tomáš Cakl              | Tomáš Cakl              | Tomáš Cakl              | 6             | 6             |   |   |              |                    |                    |              |              |  |
|  | 6                       | Didac Perez-Minarro     | 6                       | 3           | 4           |  |  |                         |                         |                         |               |               |   |   |              |                    |                    |              |              |  |

### Sezione 4
|  | Primo turno        | Primo turno        | Primo turno      | Primo turno | Primo turno |  |  | Secondo turno      | Secondo turno      | Secondo turno      | Secondo turno      | Secondo turno      |   |   | Ultimo turno     | Ultimo turno     | Ultimo turno     | Ultimo turno | Ultimo turno |  |
|  |                    |                    |                  |             |             |  |  |                    |                    |                    |                    |                    |   |   |                  |                  |                  |              |              |  |
|  | 4                  | Daniel Melo        | Daniel Melo      | 6           | 7           |  |  |                    |                    |                    |                    |                    |   |   |                  |                  |                  |              |              |  |
|  |                    | Talal Ouahabi      | Talal Ouahabi    | 0           | 5           |  |  | 4                  | Daniel Melo        | 6                  | 1                  | 65                 |   |   |                  |                  |                  |              |              |  |
|  | František Čermák   | František Čermák   | František Čermák | 6           | 6           |  |  |                    | František Čermák   | 3                  | 6                  | 7                  |   |   |                  |                  |                  |              |              |  |
|  | Tomáš Zíb          | Tomáš Zíb          | Tomáš Zíb        | 1           | 1           |  |  |                    |                    |                    |                    |                    |   |   | František Čermák | František Čermák | František Čermák | 65           | 2            |  |
|  | Arnaud Di Pasquale | Arnaud Di Pasquale | 2                | 6           | 6           |  |  |                    |                    | Arnaud Di Pasquale | Arnaud Di Pasquale | Arnaud Di Pasquale | 7 | 6 |                  |                  |                  |              |              |  |
|  | Aleksandar Kitinov | Aleksandar Kitinov | 6                | 4           | 1           |  |  | Arnaud Di Pasquale | Arnaud Di Pasquale | 6                  | 5                  | 6                  |   |   |                  |                  |                  |              |              |  |
|  |                    | Julien Varlet      | Julien Varlet    | 6           | 6           |  |  | Julien Varlet      | Julien Varlet      | 2                  | 7                  | 2                  |   |   |                  |                  |                  |              |              |  |
|  | 8                  | Jens Knippschild   | Jens Knippschild | 4           | 3           |  |  |                    |                    |                    |                    |                    |   |   |                  |                  |                  |              |              |  |